# 膣痙
膣痙(ちつけい、英: vaginism、独: vaginismus)とは膣を取り巻く骨盤底筋の痙攣により膣口の閉塞を引き起こしている状態で陰茎の侵入は不可能であるか、痛みを伴い困難になる。都市伝説の膣痙攣と混同されることが多いが無関係である。

## 診断
身体診察により症状に基づいて疑う。診断には解剖学的または身体的に問題がなく、挿入が女性自身が望んでいる行為であることが必要で拒絶している場合は異常ではない。
性器の挿入だけでなく膣鏡やタンポン、ディルドなどの使用を含める
。

### DSMでの診断
2013年にDSM-5に掲載されて以来、非器質性膣痙と発作不全の診断は生殖器骨盤痛挿入障害として別に存在しており、これは2つの障害を確実に区別できないという科学的判断に基づいている。
ICD-10ではN94.2は心因性を除外した状態で、心因性膣痙はF52.5に分類されている。
膣痙のDSM-IV診断基準で膣の筋肉痙攣が強調されているのとは対照的に、膣痙の筋肉痙攣の経験的証拠を提供できなかったため、診断の要点は挿入の問題になる。
膣への挿入による痛みへの恐怖は膣痙の特徴であり、これは診断が発作不全と密接に関連していることを示唆している。影響を受けた人々はしばしば、性的問題に関して劣等感だけでなく自尊心が傷ついていることが報告されている。

## 原因
一般的な原因は、挿入によって自分が傷つくことへの恐怖がある。

## 治療法

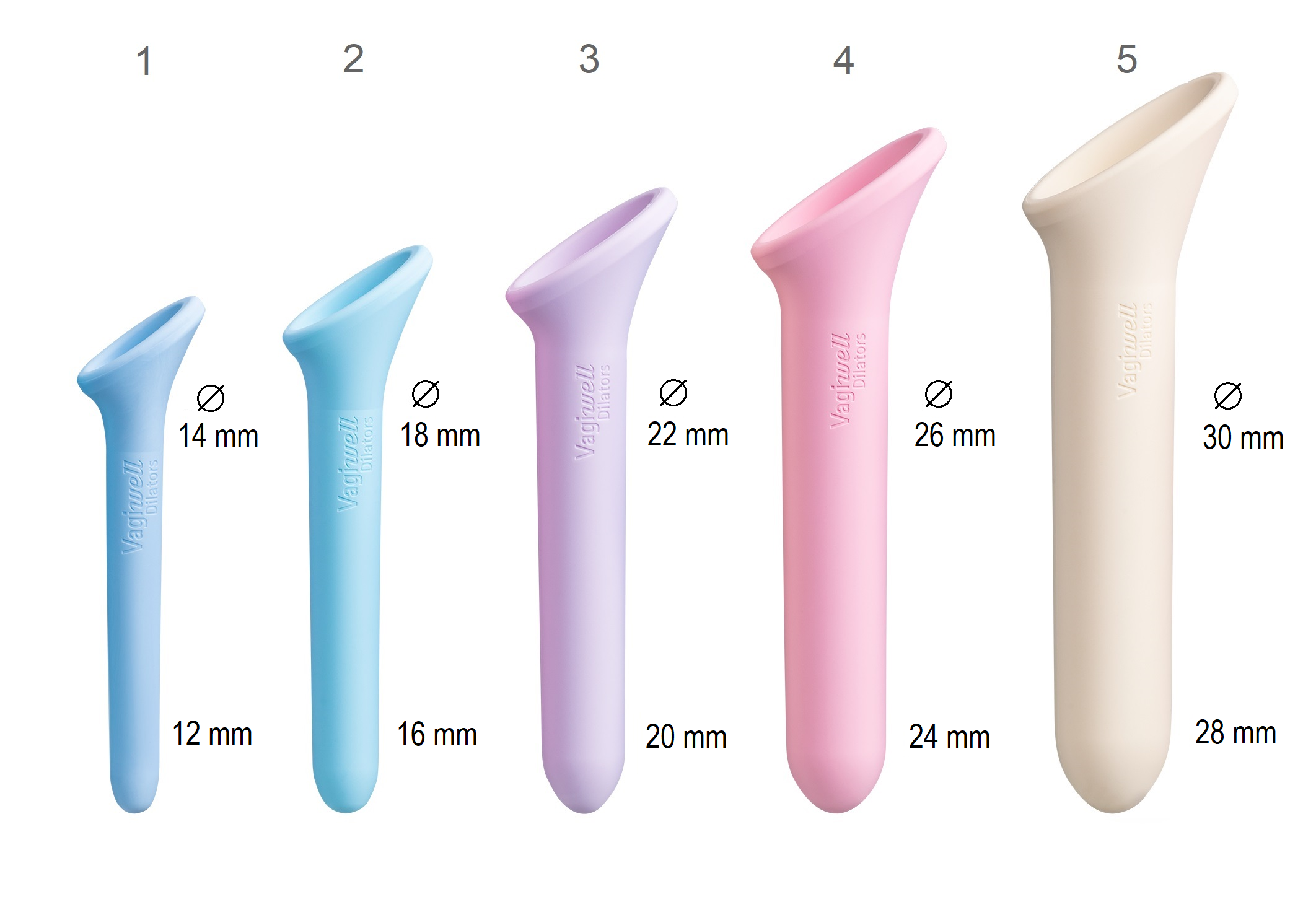
膣痙の治療に使用される膣拡張器

段階的な脱感作療法を行い、慣れさせる。手術は一般的に適応されない。一般的に予後は良好である。
膣拡張器による定期的なリハビリテーションは全ての場合に役立ち、このリハビリは身体の開発と性行為の受け入れに向けられている。

## 疫学
どの程度の頻度で起きるのか所説あり、Ferri's Clinical Advisorでは女性の0.5％が発症していると推定している。